# Молодость (фильм)
«Молодость» (итал. La giovinezza, англ. Youth) — фильм-драма режиссёра Паоло Соррентино, вышедший на экраны в 2015 году. Премьера ленты состоялась 20 мая 2015 на 68-м Каннском кинофестивале.

## Сюжет
Мик (Харви Кейтель) и Фред (Майкл Кейн) дружат большую часть жизни. Они — лучшие друзья, любят всё время смеяться друг над другом. Фред — дирижёр и композитор, получивший известность по всему миру. Он уже завершил свою карьеру и не собирается возвращаться к прежней жизни, ведь годы берут своё и ему уже сложно что-либо делать. Мик — прославленный режиссёр, даже несмотря на старость, по-прежнему работает над созданием сценария нового фильма, который должен поставить точку в его карьере. Однако дело продвигается медленно, Мик уже не так молод, как раньше, а в голове нет той ясности мыслей, как прежде.
Оба героя решили отдохнуть в живописном месте, расположенном у подножия Альп. Здесь мужчины наслаждаются тихой старостью, и каждый делится своими старческими проблемами. Мик и Фред косвенно наблюдают за своими детьми, которые запутались в жизни и теперь не знают, что делать. С высоты жизненного опыта герои судят о поведении окружения и обсуждают любовные проблемы детей. Мик продолжает работать над сценарием, вдохновляя других постояльцев курорта, в то время как к Фреду обращается королева, которая просит его выступить на дне рождения принца Филиппа, но Фред отказывается…
Мик со своими помощниками завершает киносценарий. Главная роль в нём предназначена Бренде: стареющей звезде, которая играла в 11 предыдущих фильмах Мика. Бренда внезапно приезжает на курорт, и сообщает Мику о своём решении играть в дальнейшем роли на телевидении, а не в кино. Она говорит, что кино — в прошлом, и что Мик в последние годы не снял ни одного стоящего фильма…
Узнав об отказе Бренды, Мик совершает самоубийство, спрыгнув с балкона пансионата, а Фред возвращается обратно в «большой мир» (Мир Молодости), где соглашается с предложением королевы выступить в роли дирижёра на торжестве в честь королевской семьи…

## В ролях
- Майкл Кейн — Фред Белинджер
- Харви Кейтель — Мик Бойл
- Рэйчел Вайс — Лина Белинджер
- Пол Дано — Джимми Три
- Джейн Фонда — Бренда Морель
- Эд Стоппард — Джулиан
- Роберт Ситалер — Лука Мородет
- Алекс Маккуин — эмиссар королевы

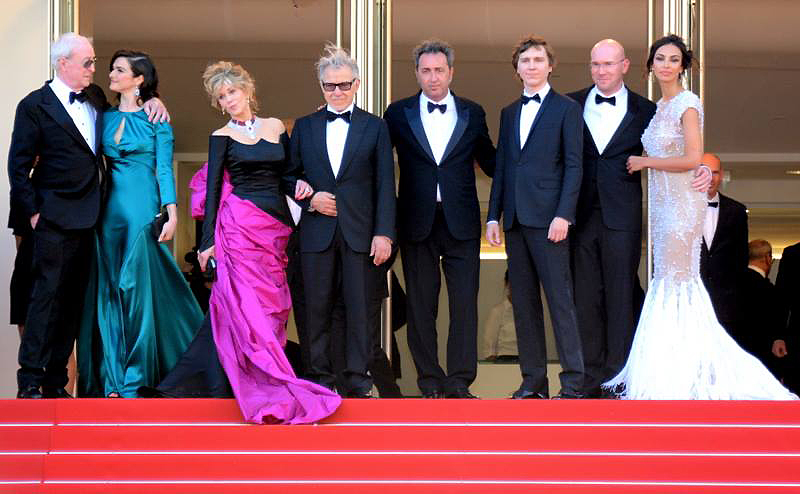
Режиссёр и актёры фильма на Каннском кинофестивале 2015

- Луна Мийович — молодая массажистка
- Том Липинский — влюбленный сценарист
- Роли Серрано — Марадона
- Мадалина Генеа — Мисс Вселенная
- Палома Фейт — камео
- Марк Козелек — камео
- Чо Суми — камео
- Виктория Муллова — камео (скрипачка)

## Место съемок
Фильм снят в Швейцарии — в отеле Schatzalp (Давос) и его окрестностях

## Награды
| Награды и номинации фильма «Молодость» | Награды и номинации фильма «Молодость» | Награды и номинации фильма «Молодость»  | Награды и номинации фильма «Молодость»                             | Награды и номинации фильма «Молодость» | Награды и номинации фильма «Молодость» |
| Год                                    | Кинофестиваль/кинопремия               | Категория/награда                       | Номинант                                                           | Результат                              |                                        |
| -------------------------------------- | -------------------------------------- | --------------------------------------- | ------------------------------------------------------------------ | -------------------------------------- | -------------------------------------- |
| 2015                                   | 68-й Каннский кинофестиваль            | Золотая пальмовая ветвь                 | Паоло Соррентино                                                   | Номинация                              |                                        |
| 2015                                   | «Серебряная лента»                     | Лучший режиссёр                         | Паоло Соррентино                                                   | Победа                                 |                                        |
| 2015                                   | «Серебряная лента»                     | Лучший сценарий                         | Паоло Соррентино                                                   | Номинация                              |                                        |
| 2015                                   | «Серебряная лента»                     | Лучший оператор                         | Лука Бигацци                                                       | Победа                                 |                                        |
| 2015                                   | «Серебряная лента»                     | Лучший монтаж                           | Кристьяно Травальоли                                               | Победа                                 |                                        |
| 2015                                   | «Серебряная лента»                     | Лучший продюсер                         | Карлотта Калори, Франческа Чима, Никола Джулиано                   | Номинация                              |                                        |
| 2015                                   | «Серебряная лента»                     | Лучшая работа художника                 | Людовика Феррарио                                                  | Номинация                              |                                        |
| 2015                                   | «Серебряная лента»                     | Лучший дизайн костюмов                  | Карло Поджоли                                                      | Номинация                              |                                        |
| 2015                                   | «Серебряная лента»                     | Лучший кастинг-директор                 | Анна Мария Самбуччо                                                | Номинация                              |                                        |
| 2015                                   | Кинофестиваль в Карловых Варах         | Приз зрительских симпатий               | «Молодость»                                                        | Победа                                 |                                        |
| 2015                                   | Итальянский «Золотой глобус»           | Лучший оператор                         | Лука Бигацци                                                       |                                        |                                        |
| 2015                                   | Итальянский «Золотой глобус»           | Лучший сценарий                         | Паоло Соррентино                                                   |                                        |                                        |
| 2015                                   | Премия Европейской киноакадемии        | Лучший фильм                            | Паоло Соррентино, Карлотта Калори, Франческа Чима, Никола Джулиано | Победа                                 |                                        |
| 2015                                   | Премия Европейской киноакадемии        | Лучший европейский режиссёр             | Паоло Соррентино                                                   | Победа                                 |                                        |
| 2015                                   | Премия Европейской киноакадемии        | Лучший европейский актёр                | Майкл Кейн                                                         | Победа                                 |                                        |
| 2015                                   | Премия Европейской киноакадемии        | Лучший европейский сценарист            | Паоло Соррентино                                                   | Номинация                              |                                        |
| 2015                                   | Премия Европейской киноакадемии        | Лучшая европейская актриса              | Рэйчел Вайс                                                        | Номинация                              |                                        |
| 2015                                   | «Спутник»                              | Лучшая актриса второго плана            | Джейн Фонда                                                        | Номинация                              |                                        |
| 2016                                   | «Оскар»                                | Лучшая оригинальная песня               | Дэвид Лэнг (за композицию «Simple Song #3»)                        | Номинация                              |                                        |
| 2016                                   | «Золотой глобус»                       | Лучшая оригинальная песня               | Дэвид Лэнг (за композицию «Simple Song #3»)                        | Номинация                              |                                        |
| 2016                                   | «Золотой глобус»                       | Лучшая женская роль второго плана       | Джейн Фонда                                                        | Номинация                              |                                        |
| 2016                                   | «Сезар»                                | Лучший иностранный фильм                | Паоло Соррентино                                                   | Номинация                              |                                        |
| 2016                                   | «Давид ди Донателло»                   | Лучшая музыка                           | Дэвид Лэнг                                                         | Победа                                 |                                        |
| 2016                                   | «Давид ди Донателло»                   | Лучший фильм                            | Паоло Соррентино                                                   | Номинация                              |                                        |
| 2016                                   | «Давид ди Донателло»                   | Лучший режиссёр                         | Паоло Соррентино                                                   | Номинация                              |                                        |
| 2016                                   | «Давид ди Донателло»                   | Лучший сценарий                         | Паоло Соррентино                                                   | Номинация                              |                                        |
| 2016                                   | «Давид ди Донателло»                   | Лучший продюсер                         | Карлотта Калори, Франческа Чима, Никола Джулиано                   | Номинация                              |                                        |
| 2016                                   | «Давид ди Донателло»                   | Лучшая операторская работа              | Лука Бигацци                                                       | Номинация                              |                                        |
| 2016                                   | «Давид ди Донателло»                   | Лучший монтаж                           | Кристьяно Травальоли                                               | Номинация                              |                                        |
| 2016                                   | «Давид ди Донателло»                   | Лучшая работа художника                 | Людовика Феррарио                                                  | Номинация                              |                                        |
| 2016                                   | «Давид ди Донателло»                   | Лучший дизайн костюмов                  | Карло Поджоли                                                      | Номинация                              |                                        |
| 2016                                   | «Давид ди Донателло»                   | Лучший грим                             | Маурицио Сильви                                                    | Номинация                              |                                        |
| 2016                                   | «Давид ди Донателло»                   | Лучшие причёски                         | Альдо Синьоретти                                                   | Номинация                              |                                        |
| 2016                                   | «Давид ди Донателло»                   | Лучший звук                             | Эмануэле Чечере                                                    | Номинация                              |                                        |
| 2016                                   | «Давид ди Донателло»                   | Лучшие визуальные эффекты               | Peerless Camera Company                                            | Номинация                              |                                        |
| 2016                                   | Премия Лондонского кружка кинокритиков | Лучший британский/ирландский актёр года | Майкл Кейн                                                         | Номинация                              |                                        |
| 2016                                   | «Орлы»                                 | Лучший европейский фильм                | Паоло Соррентино                                                   | Победа                                 |                                        |